# Catzmil
Catzmil es una localidad, comisaría del municipio de Muxupip en el estado de Yucatán localizado en el sureste de México.

## Toponimia
El nombre (Catzmil) proviene del idioma maya.

## Demografía
Según datos de 1970 del INEGI, la población de la localidad era de 5 habitantes.
| 0                           | 10 | 13 | 5 | 5 |
| (Fuente: INEGI [Consultar]) |    |    |   |   |